# ラナ家

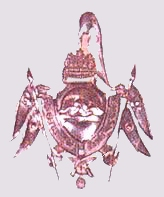
ラナ宰相家の紋章

ラナ家（Rana）は、1846年から1951年までネパール王国を支配した宰相家。事実上の王家であり、対外的にそのように見なされていた。宰相の地位を代々世襲し続けたため、ラナ王朝（Rana Dynasty）ともよばれる。

## 概要
。
日本の平安時代の摂関政治、江戸時代の朝廷・幕府の二重権力関係との類似性から、「ネパールの藤原氏」あるいは「ネパールの徳川幕府」と比喩されることがある。イスラームのカリフとスルターンの二重権力関係とも類似し、それよりもわずかであるがキリスト教世界の教皇と皇帝に類似する。
シャハ王家の王たちが"Shri Panch" や "Maharajdiraj"といった称号を帯びたのに対して、ラナ宰相家の当主たちは "Shri Teen" や "Maharaja"といった称号を持った。ヒマラヤの在地の人々が仏教やボン教の文化に属していたのとは対照的に、シャハ家もラナ宰相家もヒンドゥー教の伝統に従い、ともにラージプートのカーストに属していた。

## 歴史

### 祖先

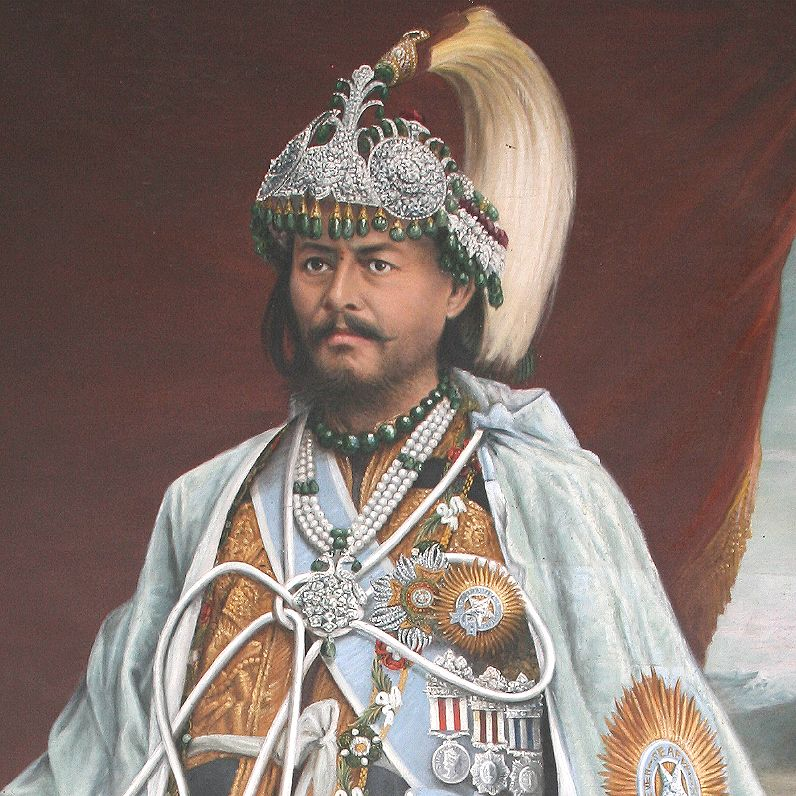
家祖ジャンガ・バハドゥル・ラナ

ラナ家の祖ジャンガ・バハドゥル・ラナは、ラーム・シンハ・クンワルの末裔である。さらにさかのぼれば、インドのチットール（メーワール王国 Mewar の名でも知られる）の王族バーパー・ラーウラであり、家名はもともとラナであったが、ネパールの人々には称号である「クンワル」（北インドのラージプートにおいて王族を示す称号）が家名だと間違えられたという。
ラーム・クリシュナ・クンワルは、18世紀にプリトビ・ナラヤン・シャハ王に重要な軍事指導者として仕えた。
ラナジット・クンワルはジュムラ地方の制圧に功があったばかりか、中国との戦争（清・ネパール戦争、1791年 - 1792年）でもやはり重要な役割を果たしている。
バール・ナラシンハ・クンワルは、1806年に宮廷内で法王ラナ・バハドゥル・シャハが暗殺されたとき、暗殺者である法王の弟シェール・バハドゥル・シャハを即座に殺害した。この功績により、彼は「カージー」（執政）の称号を賜り、子孫代々に受け継がれることになった。

### ジャンガ・バハドゥルとネパールの近代化
「ラナ王朝」（Rana dynasty）とも呼ばれる専制政治の初代となるジャンガ・バハドゥル・ラナはバール・ナラシンハの息子であり、また母方の祖父はネパールの英雄であり宰相を務めたビムセン・タパであった。
1846年、ジャンガ・バハドゥルは宮廷での権力闘争を制して有力貴族を殺害、ラジェンドラ王を追放してスレンドラ王を傀儡として擁立し、王国の実権を掌握した。
ジャンガ・バハドゥルと、その事業を継いだ弟のラノッディープ・シンハはネパール社会の改革と近代化に努め、奴隷制の廃止、不可触民の地位向上、教育の普及を行った。しかし、1885年にラノッディープ・シンハの甥（弟ディール・シャムシェルの息子）ビール・シャムシェルたちがクーデターを起こし、ラノッディープ・シンハやジャンガ・バハドゥルの息子たちが殺害されると、近代化は滞った。

### ラナ家の独裁

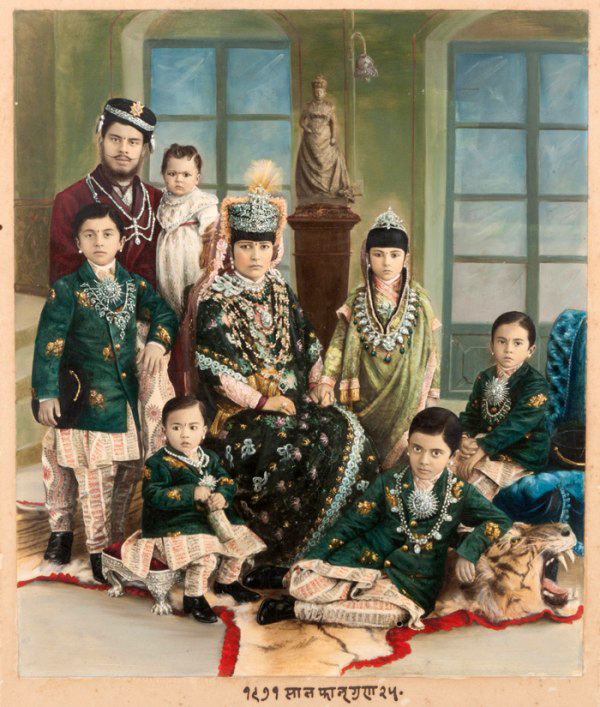
ラナ一族（1915年）

ラノッディープ・シンハを殺害したシャムシェル・ラナ家は、名前に「ジャンガ・バハドゥル」を加えて宰相の座を世襲し、ジャンガ・バハドゥルの功績を盗む形でネパールの支配を行った。これはネパールの近代化の遅れの一つの原因と指摘される。
イギリスのインド支配の下で、ラナ家は19発の礼砲を受ける地位に位置づけられ、多くの礼遇を与えられた。2ヶ月で宰相の座を追われたデーブ・シャムシェルを除くすべての当主にはナイト爵が与えられている。
1951年、トリブバン国王が王政復古を果たし、ラナ家のネパール支配は終焉した。ただしその後も、シャハ王家と婚姻や経済を通して結びついていたため、王制廃止までネパール宮廷では大きな影響力を持っていた。例えば、2001年のネパール王族殺害事件で殺害された第10代国王の王妃アイシュワリヤはラナ家の出身であったし、第9代国王の二人の王妃インドラとラトナもラナ家の出身であった。

## ラナ家の宰相
| 名前                                                                                | 就任           | 辞任           | 備考                                 |
| ----------------------------------------------------------------------------------- | -------------- | -------------- | ------------------------------------ |
| ジャンガ・バハドゥル・クンワル (1/2) （1848年5月5日からジャング・バハドゥル・ラナ） | 1846年9月15日  | 1856年8月1日   | ラナ宰相家独裁の開始                 |
| バム・バハドゥル・ラナ                                                              | 1856年8月1日   | 1857年5月25日  |                                      |
| クリシュナ・バハドゥル・ラナ（首相代理）                                            | 1857年5月25日  | 1857年6月28日  |                                      |
| ジャンガ・バハドゥル・ラナ (2/2)                                                    | 1857年6月28日  | 1877年2月25日  |                                      |
| ラノッディープ・シンハ・ラナ                                                        | 1877年2月27日  | 1885年11月22日 |                                      |
| ビール・シャムシェル・ジャンガ・バハドゥル・ラナ                                    | 1885年11月22日 | 1901年3月5日   |                                      |
| デーブ・シャムシェル・ジャンガ・バハドゥル・ラナ                                    | 1901年3月5日   | 1901年6月27日  |                                      |
| チャンドラ・シャムシェル・ジャンガ・バハドゥル・ラナ                                | 1901年6月27日  | 1929年11月26日 |                                      |
| ビーム・シャムシェル・ジャンガ・バハドゥル・ラナ                                    | 1929年11月     | 1932年9月1日   |                                      |
| ジュッダ・シャムシェル・ジャンガ・バハドゥル・ラナ                                  | 1932年9月1日   | 1945年11月29日 |                                      |
| パドマ・シャムシェル・ジャンガ・バハドゥル・ラナ                                    | 1945年11月29日 | 1948年4月30日  |                                      |
| モハン・シャムシェル・ジャンガ・バハドゥル・ラナ                                    | 1948年4月30日  | 1951年11月12日 | ラナ宰相家独裁の終焉                 |
| スバルナ・シャムシェル・ラナ                                                        | 1958年5月15日  | 1959年5月27日  | 家柄とは無関係に首相となったラナ一族 |